# ستيفن هيل
ستيفن هيل (بالإنجليزية: Steven Hill)‏ ‏(24 فبراير 1922 - 23 أغسطس 2016) هو ممثل اميركي من أصل روسي. يمارس التمثيل من 1940 حتى اعتزاله من مهنة في عام 2000، عن عمر يناهز ال 78 سنة. كتب العديد من المسرحيات في اكتورس ستديو، وهو كاتب مسرحي من 1940 إلى 1950. حصل على أول عقوده التمثيل، على خشبة المسرح وعلى شاشة التلفزيون، بعد عودته من الحرب العالمية الثانية في عام 1946. بما في ذلك في مسرح برودواي وفي الإنتاج اكتورس ستديو.

## روابط خارجية
- ستيفن هيل على موقع IMDb (الإنجليزية)
- ستيفن هيل على موقع ألو سيني (الفرنسية)
- ستيفن هيل على موقع أول موفي (الإنجليزية)
- ستيفن هيل على موقع قاعدة بيانات برودواي على الإنترنت (الإنجليزية)
- ستيفن هيل على موقع قاعدة بيانات الأفلام السويدية (السويدية)
- ستيفن هيل على موقع إن إن دي بي (الإنجليزية)
- ستيفن هيل على موقع قاعدة بيانات الفيلم (الإنجليزية)
- ستيفن هيل على موقع كينوبويسك (الروسية)